# Astroloba corrugata
Astroloba corrugata (укр. Астролоба коругата, Астролоба зморшкувата) — сукулентна рослина роду астролоба (Astroloba) підродини Асфоделеві (Asphodelaceae).

## Загальна біоморфологічна характеристика
Стебло заввишки 0,6 — 1,05 м.

## Ареал

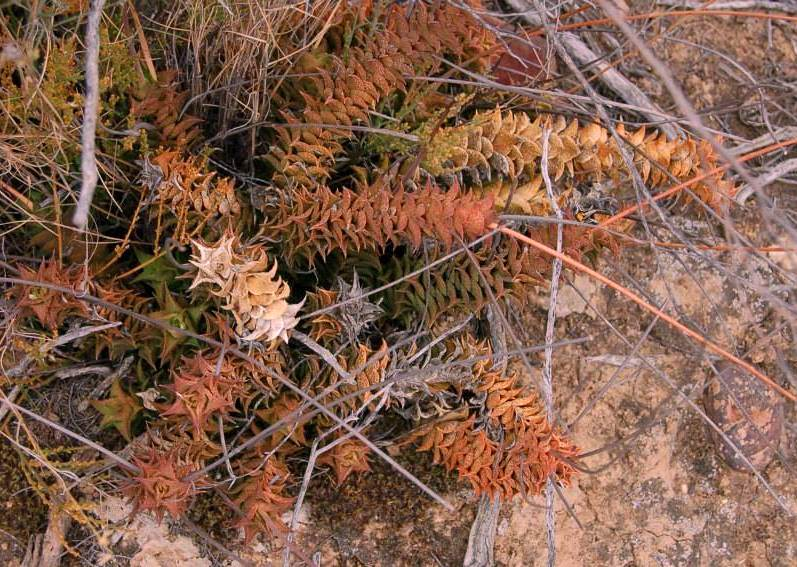
Astroloba corrugata у природному середовищі

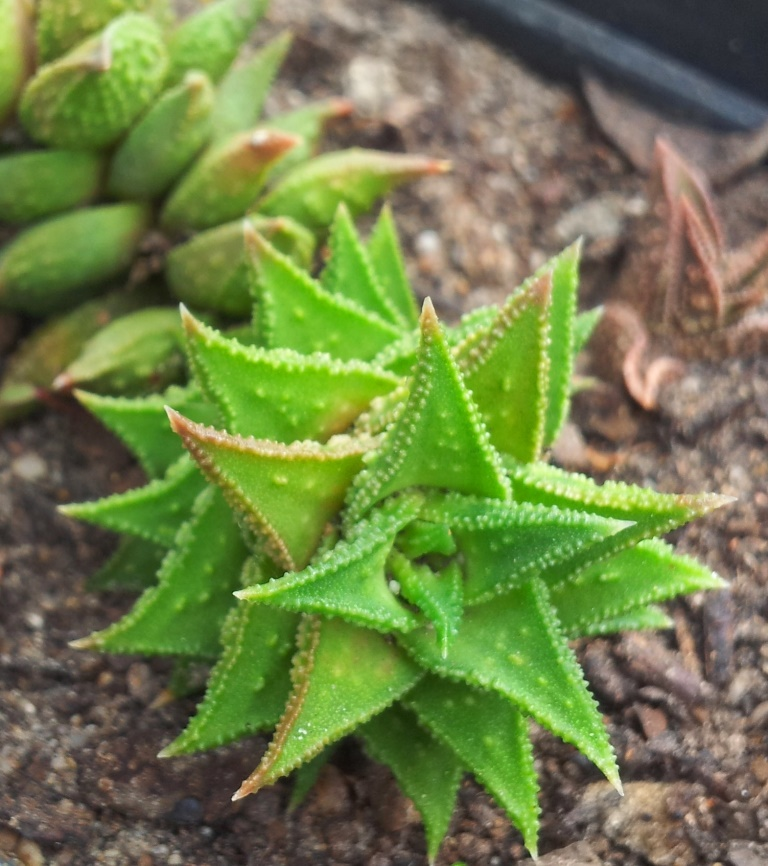
Листя Astroloba corrugata

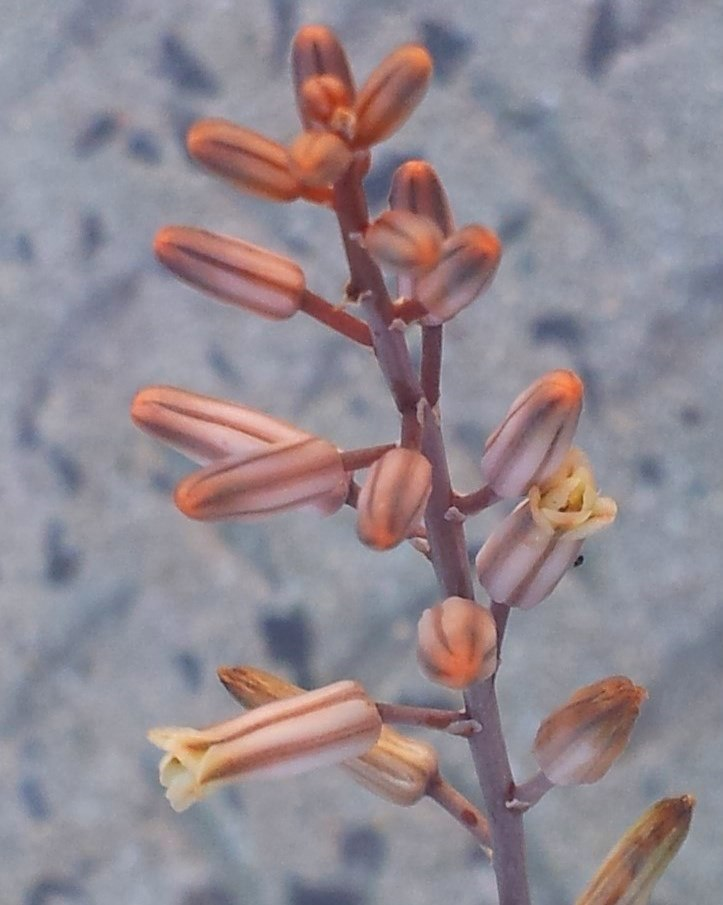
Квіти Astroloba corrugata

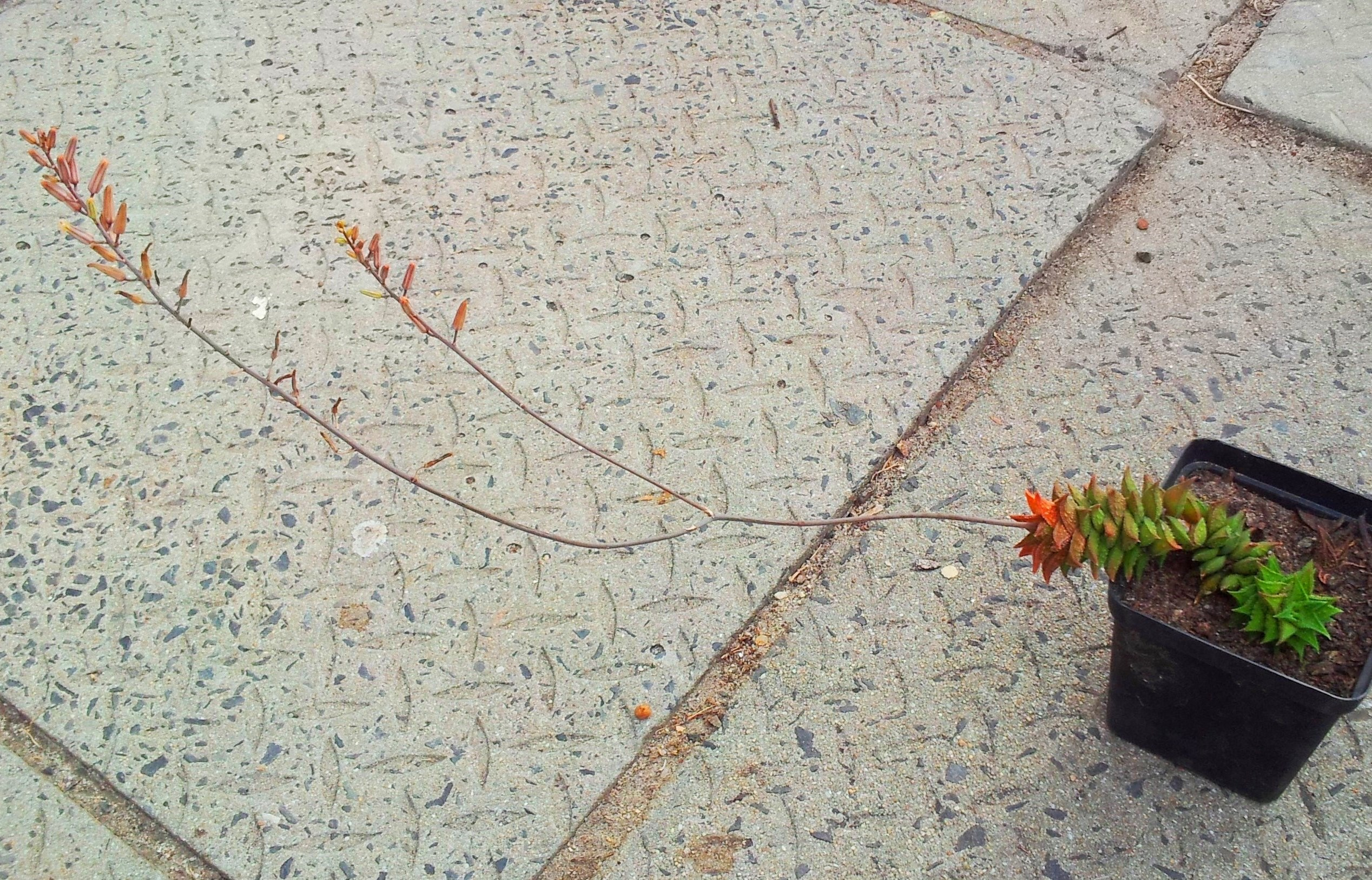
Astroloba corrugata з квітконосом

Південна Африка (Західний Кейп). Утворює з Haworthia margaretifera природний гібрид — Astroworthia bicarinata.

## Екологія
Росте на висоті 500—1300 м над рівнем моря.

## Умови зростання
Не переносить морозу. Місце розташування — напівтінь або тінь. Помірний полив, добрий дренаж.